# Mīrshekārlū
Mīrshekārlū (persiska: ميرشِكارلو, میرشکارلو) är en ort i Iran.   Den ligger i provinsen Västazarbaijan, i den nordvästra delen av landet, 600 km väster om huvudstaden Teheran. Mīrshekārlū ligger 1 288 meter över havet och antalet invånare är 376.
Terrängen runt Mīrshekārlū är platt åt nordost, men åt sydväst är den kuperad.Runt Mīrshekārlū är det ganska tätbefolkat, med 185 invånare per kvadratkilometer. Närmaste större samhälle är Urmia, 18,6 km nordväst om Mīrshekārlū. Trakten runt Mīrshekārlū består till största delen av jordbruksmark.